# رادیو جوان (سرویس پخش موسیقی)
رادیو جوان، یک سرویس پخش موسیقی فارسی‌زبان است که در سال ۲۰۰۴ راه اندازی شد. این سرویس ابتدا به عنوان یک ایستگاه رادیویی آنلاین در زمینه پخش آثار موسیقی تأسیس شد. اکنون رادیو جوان به میلیون‌ها کاربر در سراسر جهان رسیده است که به آهنگ‌ها، نماهنگ‌ها، پادکست‌ها، پلی‌لیست‌های موسیقی و غیره دسترسی دارند. شرکت رادیو جوان در آرلینگتون، ویرجینیا ایالات متحده ثبت شده است. 
و حامی هنرمندان مستعد است.
رادیو جوان ده‌ها هزار آهنگ فارسی ضبط شده را از شرکت‌های موسیقی، هنرمندان مستقل و شرکت ضبط موسیقی خود (RJ Label) روی پلتفرم خود میزبانی می‌کند. اپلیکیشن رادیو جوان روی بسترهای آی‌او‌اس، اندروید، ویندوز و مک با ویژگی‌های مختلف موجود است.
رادیو جوان همچنین دارای شبکه اختصاصی خود (RJTV) است که به صورت شبانه روزی موزیک ویدیو و برنامه های سرگرم کننده را پخش می کند. این شبکه از طریق ماهواره در خاورمیانه و اروپا در دسترس است و همچنین به صورت آنلاین پخش می‌شود.
رادیو جوان همچنین میزبان رویدادها و کنسرت های موسیقی در مکان هایی مانند لس آنجلس، لاس وگاس، نیویورک، تورنتو، لندن، استانبول، استکهلم، دبی و موارد دیگر است.

## برنامه‌ها
رادیو جوان در سال‌های اخیر علاوه بر پخش جدیدترین موزیک‌های فارسی‌زبان، برنامه‌های دیگری نظیر مصاحبه‌های صوتی و تصویری نیز ارائه می‌کند.
«گرینگوشو» نام یکی از برنامه‌هایی است که جمعه‌ها ساعت ۱۰:۰۰ شب با قالبی طنز پخش می‌شود. یکی دیگر از برنامه‌هایی که در این شبکه پخش می‌شود، «گاف شو» نام دارد که با صدای مهرداد رئیسی، دوبلور ایرانی، به گفتگو دربارهٔ موزیک ویدیوهای روز جهان می‌پردازد. یک برنامه دیگر به نام «جکپات» است که به معرفی بازی‌های کازینویی می‌پردازد. برنامه دیگری به نام اسپات است که جمعه‌ها ساعت ۹ با افراد معروف گفت‌وگو می‌کند.

## قطع همکاری با آونگ
با روی کار آمدن کینگ رکوردز، رادیو جوان با آونگ قطع رابطه کرد. اولین موزیک ویدیویی که رادیو جوان از نشر آن صرف نظر کرد، موزیک ویدئو مبهم بلک کتس از آونگ میوزیک، پس از ادعای سامی بیگی مبنی بر دزدیده شدن این قطعه از وی بود. همچنین اولین موزیک ویدیویی که آونگ میوزیک از نشر آن در رادیو جوان سر باز زد، کلیپی از شادمهر عقیلی به نام رابطه بود.
در ۸ فوریه ۲۰۱۶ (۲۰ بهمن ۱۳۹۴)، رادیو جوان در بیانیه ای همکاری رسمی و مجدد خود را با کمپانی آونگ اعلام کرد و از آن روز به بعد، آهنگ‌ها و موزیک ویدیوهای قدیمی و جدید این کمپانی، در دسترس کاربران قرار گرفته‌است.

## انتقادات

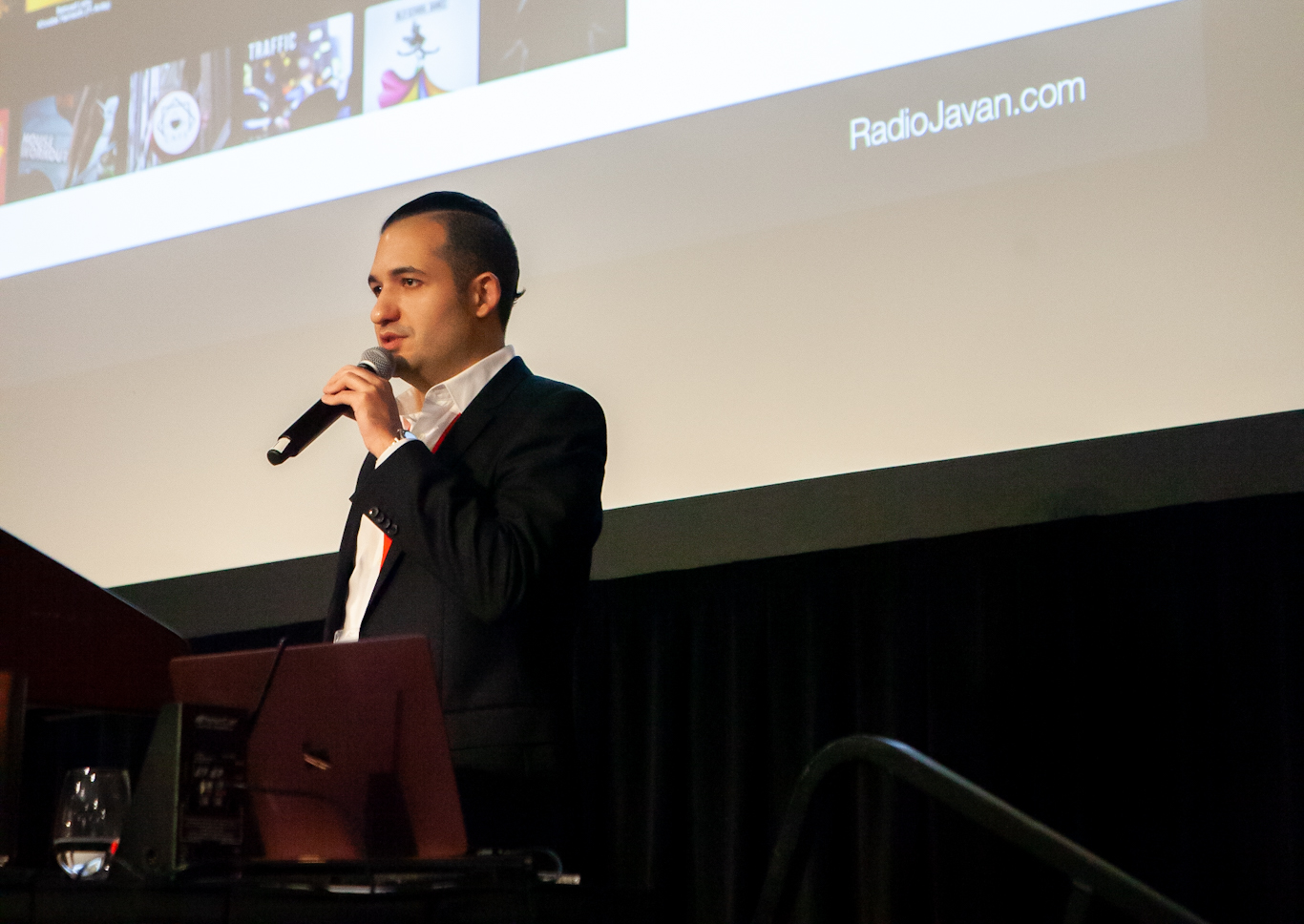
پویان ترابی یکی از بنیانگذاران رادیو جوان

یکی از انتقادات علیه این رادیو، شمارش دروغین بازدیدکنندگان ویدئوها در این سایت است؛ این نکته را آرمین هاشمی، مسئول آونگ، به‌طور ضمنی در مصاحبه خود در برنامه چند شنبه با سینا ولی‌الله نیز یادآور شده‌است.
دیگر انتقاد، قضاوت ناعادلانه رادیو جوان مبنی بر دزدیدن آهنگ مبهم توسط بلک کتس و پیام شمس از استودیو سامی بیگی بود.
انتقاد سوم، حذف سرخود نام میکس و مستر، نوازندگان، عکاس، طراح کاور و … از روی کاور موسیقی است که این کار بدون اطلاع قبلی و مجوزی از خواننده یا تهیه‌کننده اثر صورت می‌گیرد و مورد اعتراض طراحان کاورها نیز قرار گرفته‌است. از این رو کادر مدیریت رادیو جوان در بیانیه‌ای توضیحی برای این اقدام داده‌اند که به شرح زیر است:
تیم رادیو جوان همواره در تلاش بوده تا با همگام سازی با استانداردهای جهانی در زمینه موسیقی، بر ارتقاء سطح کیفی آثار ایرانی و هر چه بهتر شنیده شدن آن‌ها کمک کند. در همین راستا قوانین جدیدی در زمینه زیبایی کاورهای موسیقی اجرایی خواهد شد که به شرح زیر می‌باشد: تنها اطلاعاتی که می‌تواند بر روی کاورهای موسیقی باشد شامل نام خواننده، نام آهنگ، نام ترانه‌سرا و تنظیم کننده می‌گردد. بالطبع اسامی دیگر مانند نام میکس و مستر، نوازندگان، عکاس، طراح کاور، مدیر پخش و … نمی‌توانند روی کاور باشند؛ اما برای محفوظ نگه داشتن حقوق این افراد در قسمت "Credit" وبگاه و اپ رادیو جوان نام‌هایشان اضافه خواهند شد و در دسترس عموم خواهند بود.
همچنین هنرمندانی از جمله شاهین نجفی، در انتقاد به تبدیل هنر به محیطی صرفاً کاسب از سوی رادیو جوان و رسانه‌های مشابه آن، افشاگری‌هایی مبنی بر دریافت هزینه از سوی این رسانه برای اعلام آهنگ برتر یا قرار دادن آهنگ در صدر وبگاه با دریافت هزینه از سوی سازندگان آن موسیقی، انجام دادند.
انتقاد دیگر نسبت به رادیو جوان، حذف گزینه دانلود آهنگ‌ها بود که در تاریخ ۲۹ تیر ۱۳۹۷ در  بیانیه ای رادیو جوان توضیحی برای این اقدام داد که به این شرح است:
به اطلاع همراهان همیشگی رادیو جوان می‌رسانیم که لینک‌های دانلود مستقیم از وبگاه و تلگرام حذف شده‌اند. هدف از این کار بهبود ارائه سرویس‌های موسیقی در اپ‌های رادیو جوان می‌باشد. شما به راحتی می‌توانید قطعه موسیقی، آلبوم، پادکست و موزیک ویدیوی مورد دلخواه خود را از اپ‌های آیفون و اندروید سینک (دانلود) کنید و هر وقت که بخواهید و در هر کجا به‌طور آنلاین یا آفلاین موسیقی گوش کنید. لازم به توضیح است تمامی اپ‌های پیشرو موسیقی در دنیا لینک دانلود مستقیم را در دسترس کاربران قرار نمی‌دهند و برای استفاده از محتوای آنان حتماً باید از اپ مربوط استفاده کنید